# 이노마타 무츠미
이노마타 무츠미(いのまたむつみ, 본명: 猪股睦弥, 1960년 12월 23일 ~ 2024년 3월 10일)는 일본의 일러스트레이터이자 애니메이터이다.

## 작품

### 애니메이션
- 시끌별 녀석들
- 시티헌터
- 요술공주 밍키
- 신세기 사이버 포뮬러
- 기동전사 건담 SEED
- 기동전사 건담 SEED DESTINY
- 세이크리드 세븐

### 게임
- 테일즈 오브 시리즈 (반다이 남코 엔터테인먼트)
  - 테일즈 오브 데스티니 2
  - 테일즈 오브 그레이세스
  - 테일즈 오브 제스티리아
- 철권 (반다이 남코 엔터테인먼트)
  - 철권 5
  - 철권 6
  - 철권 태그 토너먼트 2